# Guildfordia yoka
Guildfordia yoka is een in zee levende slakkensoort die behoort tot de familie Turbinidae en het geslacht Guildfordia. Deze soort lijkt erg veel op Guildfordia thriumphans maar de laatste winding groeit los van de schelp.

## Voorkomen en verspreiding
Guildfordia yoka is een carnivoor die tot 110 mm lang kan worden en leeft in ondiep warm water op zandgrond en koraalriffen (sublitoraal). Deze soort komt algemeen voor rond Japan en het noordelijk deel van de Filipijnen (Japanse provincie).